# Griffineae
Griffineae es una tribu botánica perteneciente a la familia Amaryllidaceae.
Es una tribu distribuida en las  selvas tropicales de Brasil.

## Géneros
Tiene los siguientes géneros:
- Griffinia - Worsleya[2]